# Корменіш
Корменіш (рум. Cormeniș) — село у повіті Селаж в Румунії. Входить до складу комуни Лозна.
Село розташоване на відстані 380 км на північний захід від Бухареста, 39 км на північний схід від Залеу, 64 км на північ від Клуж-Напоки.

## Населення
За даними перепису населення 2002 року у селі проживали 230 осіб, усі — румуни. Рідною мовою 229 осіб (99,6%) назвали румунську.